# Садовое (Карачаево-Черкесия)
Садо́вое — село в Адыге-Хабльском районе Карачаево-Черкесской Республики.
Образует муниципальное образование «Садовское сельское поселение», как единственный населённый пункт в его составе.

## География
Селение расположено в восточной части восточной зоны Адыге-Хабльского района, на левом берегу реки Кубань. Находится в 10 км к востоку от районного центра — Адыге-Хабль и в 12 км к северу от города Черкесск.
Площадь территории сельского поселения составляет — 37,82 км².
Граничит с землями населённых пунктов: Адыге-Хабль на западе, Эркен-Шахар на северо-западе и Чапаевское на юго-востоке, а также с землями городского округа Черкесск на юге.
Населённый пункт расположен в предгорной лесостепной зоне республики. Рельеф местности представляет собой в основном холмистую местность с волнистыми равнинами. Вдоль противоположного берега реки Кубань, тянутся маловысотные хребты. Средние высоты на территории сельского поселения составляют 443 метра над уровнем моря.
Почвенный покров отличается исключительным разнообразием. Развиты черноземы предкавказские и предгорные. В пойме рек пойменные луговые почвы.
Гидрографическая сеть в основном представлена рекой Кубань.
Климат умеренно-теплый. Среднегодовая температура воздуха положительная и составляет около +9°С. Средняя температура июля +22°С, средняя температура января −4°С. Максимальная температура может достигать +40°С, минимальная может опускаться до −32°С. Продолжительность вегетационного периода 210 дней. Среднегодовое количество осадков составляет около 600 мм в год. Основная их часть приходится на период с апреля по июнь.

## История
До 1910 года на месте современного села существовал аул Аджиевский. Но из-за долгов, князь Аджиев продал свою землю зажиточным русским переселенцам, а черкесы и абазины проживавшие в ауле переселились в другие близлежащие поселения.
В апреле 1911 года сюда первыми переселилось 10 семей из Приволжья и купили продаваемые земли. К 1918 году в новом населённом пункте уже проживало около 50 семей.
В 1919 году в Черкесске была установлена Советская власть. Многие жители хутора поддержавшие белогвардейцев были казнены и хутор на некоторое время запустел.
В 1922 году к хутору Аджиевский переселилось 15 семей из станицы Баталпашинской и 7 семей из станицы Беломечетской, которыми были основаны новые хутора — Нижне-Кубанский, располагавшийся в пойме реки Кубань и Верхне-Кубанский, расположенный на хребте.
В 1929 году постановлением Президиума ВЦИК в состав хутора Аджиевский были включены хутора Нижне-Кубанский и Верхне-Кубанский, а объединённый населённый пункт был назван — Садовый.
Во время Великой Отечественной войны, хутор был оккупирован румыно-немецкими войсками 11 августа 1942 года. В годы оккупации в нижней части хутора располагался штаб партизанского движения Черкесской автономной области. В конце января 1943 года, хутор был полностью освобождён от захватчиков.
В 1957 году при возвращении карачаевцев с депортации из Средней Азии, многих из них расселили в хуторе Садовом.
В 1970 году хутор получил статус села и переименован в Садовое.
До 1957 года село с сельсоветом входило в состав Икон-Халкского района Черкесской автономной области, с 1957 года — в состав Адыге-Хабльского района Карачаево-Черкесской автономной области.
В 2008 году Садовский сельсовет был реорганизован и преобразован в Садовское сельское поселение..

## Население
| 2002  | 2010  | 2012  | 2013  | 2014  | 2015  | 2016  |
| ----- | ----- | ----- | ----- | ----- | ----- | ----- |
| 1586  | ↗1672 | ↗1681 | ↘1679 | ↗1730 | ↗1777 | ↘1765 |
| 2017  | 2018  | 2019  | 2020  | 2021  | 2023  | 2024  |
| ↗1773 | ↗1803 | ↗1821 | ↗1848 | ↗2023 | ↗2046 | ↗2070 |
| 2025  |       |       |       |       |       |       |
| ↗2116 |       |       |       |       |       |       |

Плотность — 55.95 чел./км².
Национальный состав
По данным Всероссийской переписи населения 2010 года:
| Народ      | Численность, чел. | Доля от всего населения, % |
| ---------- | ----------------- | -------------------------- |
| карачаевцы | 881               | 52,7 %                     |
| турки      | 425               | 25,4 %                     |
| русские    | 263               | 15,7 %                     |
| другие     | 103               | 6,2 %                      |
| всего      | 1672              | 100 %                      |

## Инфраструктура
- Средняя общеобразовательная школа № 1 — ул. Полевая, 16.
- Участковая больница — ул. Полевая, 13.
- Дом Культуры — ул. Советская, 15.

## Религия
- Сельская мечеть
- Православная часовня

## Экономика
Основной специализацией сельского поселения является растениеводство. В частности наибольшее развитие получили зерновые и технические культуры, под которые засеяны основная часть обрабатываемой территории муниципального образования. К западу от села расположен плодосовхоз «Садовод».

## Улицы
Улицы
| Зелёная           |
| Интернациональная |
| Комсомольская     |

| Молодёжная   |
| Партизанская |
| Полевая      |

| Садовая   |
| Советская |
| Степная   |

Участки
| ДСК Мелиоратор  |
| ДСК Пчела       |
| ДСК Строитель-3 |

| Дачные участки   |
| Полуостанок Псыж |
| СДТ Железобетон  |

| СДТ Калинка |
| СПК Маяк    |